# Нова Весь-Мала (гміна Гродкув)
Нова Весь-Мала (пол. Nowa Wieś Mała) — село в Польщі, у гміні Гродкув Бжезького повіту Опольського воєводства.
Населення — 371 особа (2011).
У 1975-1998 роках село належало до Опольського воєводства.

## Демографія
Демографічна структура станом на 31 березня 2011 року:
|          | Загалом | Допрацездатний вік | Працездатний вік | Постпрацездатний вік |
| -------- | ------- | ------------------ | ---------------- | -------------------- |
| Чоловіки | 190     | 46                 | 134              | 10                   |
| Жінки    | 181     | 38                 | 114              | 29                   |
| Разом    | 371     | 84                 | 248              | 39                   |